# Список префектів римського Єгипту
Список префектів римського Єгипту — перелік префектів, які керували Єгиптом від започаткування посади у 30 році до н. е. Октавіаном Августом до 395 року н. е., коли відбувся розділ Римської імперії на Західну та Східну.

## Перелік
| Префект Єгипту                       | Термін                       | Правління імператора                     |
| ------------------------------------ | ---------------------------- | ---------------------------------------- |
| Гай Корнелій Галл                    | 30—26 роки до н. е.          | Октавіан Август                          |
| Марк Елій Галл                       | 26-25 роки до н. е.          | Октавіан Август                          |
| Публій Петроній                      | 24-21 роки до н. е.          | Октавіан Август                          |
| невідомо                             | 21-13 роки до н. е.          | Октавіан Август                          |
| Публій Рубрій Барбар                 | 13-12 роки до н. е.          | Октавіан Август                          |
| невідомо                             | 12-7 роки до н. е.           | Октавіан Август                          |
| Гай Турраній Граціл                  | 7-4 роки до н. е.            | Октавіан Август                          |
| Публій Октавій                       | 2 рік до н. е. — 3 рік н. е. | Октавіан Август                          |
| невідомо                             | 3—9                          | Октавіан Август                          |
| Квінт Осторій Скапула                | 9—10                         | Октавіан Август                          |
| Гай Юлій Аквіла                      | 10—11                        | Октавіан Август                          |
| Педон                                | 11—12                        | Октавіан Август                          |
| Марк Магн Максим                     | 12—14                        | Октавіан Август                          |
| Емілій Рект                          | 14                           | Тиберій                                  |
| Луцій Сей Страбон                    | 15—16                        | Тиберій                                  |
| Гай Галерій                          | 16—31                        | Тиберій                                  |
| Гай Вітразій Полліон                 | 32                           | Тиберій                                  |
| Юлій Север                           | 32                           | Тиберій                                  |
| Авл Авілій Флакк                     | 32—38                        | Тиберій, Калігула                        |
| Квінт Невій Макрон                   | 38                           | Калігула                                 |
| Гай Вітразій Полліон                 | 38—41                        | Калігула                                 |
| Луцій Емілій Рект                    | 41—42                        | Клавдій                                  |
| Марк Евій                            | 42—45                        | Клавдій                                  |
| Гай Юлій Постум                      | 45—47                        | Клавдій                                  |
| Гней Вергілій Капітон                | 47—52                        | Клавдій                                  |
| Луцій Гета                           | 54                           | Клавдій                                  |
| Тиберій Клавдій Балбілл              | 55—59                        | Нерон                                    |
| Луцій Юлій Вестін                    | 60—62                        | Нерон                                    |
| Гай Цеціна Туск                      | 63—64                        | Нерон                                    |
| Тиберій Юлій Александр               | 66—69                        | Нерон, Ґальба, Отон, Вітеллій, Веспасіан |
| Луцій Педуцій Колон                  | 70                           | Веспасіан                                |
| Тиберій Юлій Луп                     | 71—73                        | Веспасіан                                |
| Валерій Паулін                       | 74                           | Веспасіан                                |
| Септимій                             | 75—76                        | Веспасіан                                |
| Гай Етерній Фронтон                  | 78—79                        | Веспасіан                                |
| Гай Теттій Африкан Кассіан Приск     | 80—82                        | Тит                                      |
| Луцій Лаберій Максим                 | 83                           | Доміціан                                 |
| Луцій Юлій Урс                       | 83—84                        | Доміціан                                 |
| Гай Септимій Вегет                   | 85—88                        | Доміціан                                 |
| Марк Меттій Руф                      | 89—92                        | Доміціан                                 |
| Тит Петроній Секунд                  | 92—93                        | Доміціан                                 |
| Норбан                               | 93—94                        | Доміціан                                 |
| Марк Юній Руф                        | 94—98                        | Доміціан, Нерва                          |
| Гай Помпей Планта                    | 98—100                       | Траян                                    |
| Гай Мініцій Італ                     | 100—103                      | Траян                                    |
| Гай Вібій Максим                     | 103—107                      | Траян                                    |
| Сервій Сульпіцій Сіміл               | 107—112                      | Траян                                    |
| Марк Рутілій Луп                     | 113—117                      | Траян                                    |
| Квінт Раммій Марціал                 | 117—119                      | Адріан                                   |
| Тит Гатерій Непот                    | 120—124                      | Адріан                                   |
| Петроній Квадрат                     | 124—126                      | Адріан                                   |
| Тит Флавій Тіціан                    | 126—133                      | Адріан                                   |
| Марк Петроній Мамерцін               | 133—137                      | Адріан                                   |
| Гай Авідій Геліодор                  | 137—142                      | Коммод                                   |
| Гай Валерій Евдемон                  | 142—143                      | Антонин Пій                              |
| Луцій Валерій Прокул                 | 144—147                      | Антонин Пій                              |
| Марк Петроній Гонорат                | 147—148                      | Антонин Пій                              |
| Луцій Мунацій Фелікс                 | 150—154                      | Антонин Пій                              |
| Марк Семпроній Ліберал               | 155—159                      | Антонин Пій                              |
| Тит Фурій Вікторин                   | 159—160                      | Антонин Пій                              |
| Луцій Волузій Меціан                 | 161                          | Антонин Пій                              |
| Вернасій Факунд                      | 161                          | Антонин Пій                              |
| Мініцій Санкт                        | 161                          | Антонин Пій                              |
| Марк Анній Сіріак                    | 162—164                      | Марк Аврелій, Луцій Вер                  |
| Тит Флавій Тіціан                    | 164—167                      | Марк Аврелій, Луцій Вер                  |
| Квінт Байєн Блассіан                 | 167—168                      | Марк Аврелій, Луцій Вер                  |
| Марк Бассій Руф                      | 168—169                      | Марк Аврелій, Луцій Вер                  |
| Гай Кальвізій Стаціан                | 170—174                      | Марк Аврелій                             |
| Клавдій Юліан                        | 174                          | Марк Аврелій                             |
| Гай Кальвізій Стаціан                | 174—175                      | Марк Аврелій                             |
| Гай Цецилій Сальвіан                 | 176                          | Марк Аврелій                             |
| Тит Пактумій Магн                    | 176—179                      | Марк Аврелій                             |
| Тит Аій Санкт                        | 179—180                      | Марк Аврелій                             |
| Тит Флавій Пізон                     | 181                          | Коммод                                   |
| Флавій Крисп                         | 181                          | Коммод                                   |
| Публій Меній Флавіан                 | 181—183                      | Коммод                                   |
| Децим Ветурій Макрін                 | 183—185                      | Коммод                                   |
| Тит Лонгей Руф                       | 185                          | Коммод                                   |
| Помпоній Фаустініан                  | 185—187                      | Коммод                                   |
| Аврелій Верріан                      | 188                          | Коммод                                   |
| Марк Аврелій Папірій Діонісій        | 188—190                      | Коммод                                   |
| Квінт Тіней Деметрій                 | 190                          | Коммод                                   |
| Клавдій Луциліан                     | 190—192                      | Коммод                                   |
| Ларцій Мемор                         | 192—193                      | Коммод                                   |
| Луцій Мантеній Сабін                 | 193—194                      | Пертінакс, Дідій Юліан                   |
| Марк Ульпій Приміан                  | 194—196                      | Луцій Септимій Север                     |
| Квінт Емілій Сатурнін                | 197—200                      | Луцій Септимій Север                     |
| Алфен Апполінарій                    | 200                          | Луцій Септимій Север                     |
| Квінт Мецій Лет                      | 201—203                      | Луцій Септимій Север                     |
| Клавдій Юліан                        | 203—205                      | Луцій Септимій Север                     |
| Тиберій Клавдій Субатіан Аквіла      | 206—210                      | Луцій Септимій Север                     |
| Тиберій Магній Фелікс Кресцентілліан | 211                          | Луцій Септимій Север                     |
| Луцій Бебій Аврелій Юнцін            | 212—213                      | Каракалла                                |
| Марк Аврелій Септимій Геракліт       | 214—215                      | Каракалла                                |
| Аврелій Антіной                      | 215—216                      | Каракалла                                |
| Луцій Валерій Дат                    | 216—217                      | Каракалла                                |
| Юлій Басіліан                        | 218                          | Макрін                                   |
| Каллістіан                           | 218—219                      | Елагабал                                 |
| Геміній Хрест                        | 219—221                      | Елагабал                                 |
| Луцій Доміцій Гонорат                | 222                          | Елагабал                                 |
| Марк Едіній Юліан                    | 222—223                      | Александр Север                          |
| Валерій                              | 223                          | Александр Север                          |
| Марк Аврелій Епагат                  | 223—224                      | Александр Север                          |
| Тиберій Клавдій Гереніан             | 224—225                      | Александр Север                          |
| Клавдій Клавдіан                     | 225—230                      | Александр Север                          |
| Марк Аврелій Зенон Януарій           | 231                          | Александр Север                          |
| Мевій Гонораціан                     | 231—237                      | Александр Север, Максимін Фракієць       |
| Кореллій Гальба                      | 237—239                      | Максимін Фракієць, Пупієн, Бальбін       |
| Луцій Лукрецій Анніан                | 239                          | Гордіан III                              |
| Гней Доміцій Приск                   | 241—242                      | Гордіан III                              |
| Аврелій Басілей                      | 242—245                      | Гордіан III                              |
| Гай Валерій Фірм                     | 245—247                      | Гордіан III, Філіпп Араб                 |
| Юлій Приск                           | 247—248                      | Філіпп Араб                              |
| Аврелій Аппій Сабін                  | 249—250                      | Філіпп Араб, Децій                       |
| Фалтоній Рестітуціан                 | 250—252                      | Децій, Геренній, Гостіліан               |
| Ліссеній Прокул                      | 252—253                      | Требоніан Галл, Волузіан                 |
| Септимій                             | 253                          | Требоніан Галл, Волузіан                 |
| Луцій Тітіній Клодіан                | 253                          | Валеріан, Галлієн                        |
| Тит Магній Фелікс Кресцентілліан     | 253—256                      | Валеріан, Галлієн                        |
| Ульпій Пазіон                        | 257—258                      | Валеріан, Галлієн                        |
| Клавдій Феодор                       | 258                          | Валеріан, Галлієн                        |
| Клавдій Феодор                       | 258                          | Валеріан, Галлієн                        |
| Луцій Муссій Еміліан                 | 258—261                      | Валеріан, Галлієн                        |
| Калліста                             | 261—262                      | Галлієн                                  |
| Аврелій Теодот                       | 262—263                      | Галлієн                                  |
| Гай Клавдій Фірм                     | 264—265                      | Галлієн                                  |
| Куссоній                             | 266                          | Галлієн                                  |
| Ювеній Геніал                        | 267                          | Галлієн                                  |
| Тенагінон Проб                       | 269—270                      | Клавдій II                               |
| Гай Клавдіий Фірм                    | 270—271                      | Зенобія                                  |
| Юлій Марцеллін                       | 271                          | Авреліан                                 |
| Статілій Амміан                      | 271—273                      | Авреліан                                 |
| Доміцій Доміціан                     | 273                          | Авреліан                                 |
| невідомо                             | 275—276                      | Тацит                                    |
| Адріан Саллюстій                     | 279—280                      | Проб                                     |
| Целерін                              | 283                          | Кар                                      |
| Помпоній Январіан                    | 283—284                      | Проб, Нумеріан                           |
| Марк Аврелій Діоген                  | 284—286                      | Діоклетіан                               |
| Аврелій Меркурій                     | 286                          | Діоклетіан                               |
| Белліцій Перегрін                    | 286                          | Діоклетіан                               |
| Гай Валерій Помпеян                  | 287—290                      | Діоклетіан                               |
| Тітій Гонорат                        | 290—292                      | Діоклетіан                               |
| Рупілій Фелікс                       | 292—293                      | Діоклетіан                               |
| Аврелій Ахілл                        | 297                          | Діоклетіан                               |
| Арістій Оптат                        | 297                          | Діоклетіан                               |
| Емілій Рустіціан                     | 298—299                      | Діоклетіан                               |
| Гераклій                             | 299—300                      | Діоклетіан                               |
| Корнелій Гальба                      | 300—301                      | Діоклетіан                               |
| Аполлоній                            | 303                          | Діоклетіан                               |
| Євстратій                            | 303                          | Діоклетіан                               |
| Клодій Кульціан                      | 303—306                      | Діоклетіан, Констанцій Хлор              |
| Соссіан Гієрокл                      | 307                          | Костянтин I                              |
| Валерій Вікторин                     | 308                          | Костянтин I                              |
| Елій Гігін                           | 308—309                      | Костянтин I                              |
| Тітінній Клодіан                     | 310                          | Костянтин I                              |
| Аврелій Аммоній                      | 312                          | Костянтин I                              |
| Юлій Юліан                           | 314                          | Костянтин I                              |
| Валент                               | 314                          | Костянтин I                              |
| невідомо                             | 314—328                      | Костянтин I                              |
| Аврелій Апіон                        | 328                          | Костянтин I                              |
| Септимій Зеній                       | 328—329                      | Костянтин I                              |
| Флавій Магніліан                     | 330                          | Костянтин I                              |
| Флорентій                            | 331                          | Костянтин I                              |
| Флавій Гігін                         | 331—332                      | Костянтин I                              |
| Патерій                              | 333—335                      | Костянтин I                              |
| Флавій Філагрій                      | 335—337                      | Костянтин I                              |
| Флавій Антоній Феодор                | 337—338                      | Костянтин I                              |
| Флавій Філагрій                      | 338—340                      | Констанцій II                            |
| Лонгін                               | 341—343                      | Констанцій II                            |
| Палладій                             | 344                          | Констанцій II                            |
| Несторій                             | 345—352                      | Констанцій II                            |
| Себастіан                            | 353—354                      | Констанцій II                            |
| Максим Старший                       | 355—356                      | Констанцій II                            |
| Катафроній                           | 356—357                      | Констанцій II                            |
| Гермоген Парнасій                    | 357—359                      | Констанцій II                            |
| Помпоній Метродор                    | 359                          | Констанцій II                            |
| Італіціан                            | 359                          | Констанцій II                            |
| Фаустін                              | 359—361                      | Констанцій II                            |
| Геронтій (префект Єгипту)            | 361—362                      | Флавій Клавдій Юліан                     |
| Едіцій Олімп                         | 362—363                      | Флавій Клавдій Юліан                     |
| Гієрій                               | 364                          | Йовіан                                   |
| Максим                               | 364                          | Йовіан                                   |
| Флавіан                              | 364—366                      | Валент                                   |
| Прокліан                             | 366—367                      | Валент                                   |
| Флавій Евтолмій Татіан               | 367—370                      | Валент                                   |
| Олімпій Палладій                     | 370—371                      | Валент                                   |
| Елій Палладій                        | 371—372                      | Валент                                   |
| Публій                               | 376—378                      | Валент                                   |
| Вассіан                              | 379                          | Феодосій I                               |
| Адріан                               | 379                          | Феодосій I                               |
| Юліан                                | 380                          | Феодосій I                               |
| Антонін                              | 381—382                      | Феодосій I                               |
| Палладій                             | 382                          | Феодосій I                               |
| Гіпатій                              | 383                          | Феодосій I                               |
| Оптат                                | 384                          | Феодосій I                               |
| Флорентій                            | 384—386                      | Феодосій I                               |
| Паулін                               | 386                          | Феодосій I                               |
| Євсевій                              | 387                          | Феодосій I                               |
| Флавій Ульпій Еритрій                | 388                          | Феодосій I                               |
| Олександр                            | 388—390                      | Феодосій I                               |
| Євагрій                              | 391                          | Феодосій I                               |
| Гіпатій                              | 392                          | Феодосій I                               |
| Потамій                              | 392                          | Феодосій I                               |
| невідомо                             | 393—395                      | Феодосій I                               |